# Jacek Gryzel
Jacek Grzegorz Gryzel (ur. 17 maja 1956, zm. 30 stycznia 2007 w Warszawie) – polski samorządowiec i inżynier, w latach 1994–1998 prezydent Pabianic.

## Życiorys
Ukończył Szkołę Podstawową nr 1 oraz II Liceum Ogólnokształcące w Pabianicach, następnie studia z zakresu inżynierii budownictwa lądowego na Wydziale Budownictwa i Architektury Politechniki Łódzkiej.
W 1979 został zatrudniony w biurze konstrukcyjnym Miastoprojekt w Łodzi. Po uzyskaniu uprawnień projektowych do 1990 pracował jako starszy projektant. W 1990 objął stanowisko zastępcy prezydenta Pabianic. W kadencji 1994–1998 sprawował urząd prezydenta tego miasta. Był w tym okresie związany z Unią Wolności, kandydował z jej listy do Sejmu w wyborach w 1997. W III kadencji samorządu do 2000 sprawował urząd starosty pabianickiego. Później wycofał się z działalności politycznej. Pracował w Łódzkich Zakładach Graficznych, następnie w grupie Chemii Gospodarczej Inco-Veritas.
Chorował na nowotwór kości, zmarł w warszawskim szpitalu.